# Šaron Gal
Šaron Gal, hebrejsky שרון גל (narozen 13. srpna 1974 Tirat Karmel), je izraelský novinář a politik; bývalý poslanec Knesetu za stranu Jisra'el bejtenu.

## Biografie
Dětství strávil ve městě Tirat Karmel. Je rozvedený, má dvě děti. Žije ve městě Kirjat Ono. Působí jako novinář. Sloužil v izraelské armádě v armádním rozhlasu Galej Cahal. Později byl moderátorem rozhlasové stanice v Haifě. Po jistou dobu byl i reportérem v deníku Haarec na severu Izraele. Po deset let byl moderátorem ekonomického programu Kalkali na televizní Stanici 10. Pak musel odejít kvůli podezření ze sexuálního obtěžování, ale případ nakonec policie odložila pro nedostatek důkazů. V roce 2014 založil realitní kancelář.
Ve volbách v roce 2015 byl zvolen do Knesetu za stranu Jisra'el bejtenu. V parlamentu navrhl změnu zákona, který by umožnil soudům vynášet častěji trest smrti pro pachatele teroristických útoků. Návrh byl ovšem velkou většinou zamítnut. Na mandát poslance rezignoval počátkem září 2015 s tím, že své schopnosti lépe uplatní při práci v médiích. Měl moderovat ekonomický pořad na televizní kabelové stanici Aruc 20.